# Guerre civile de Guinée-Bissau

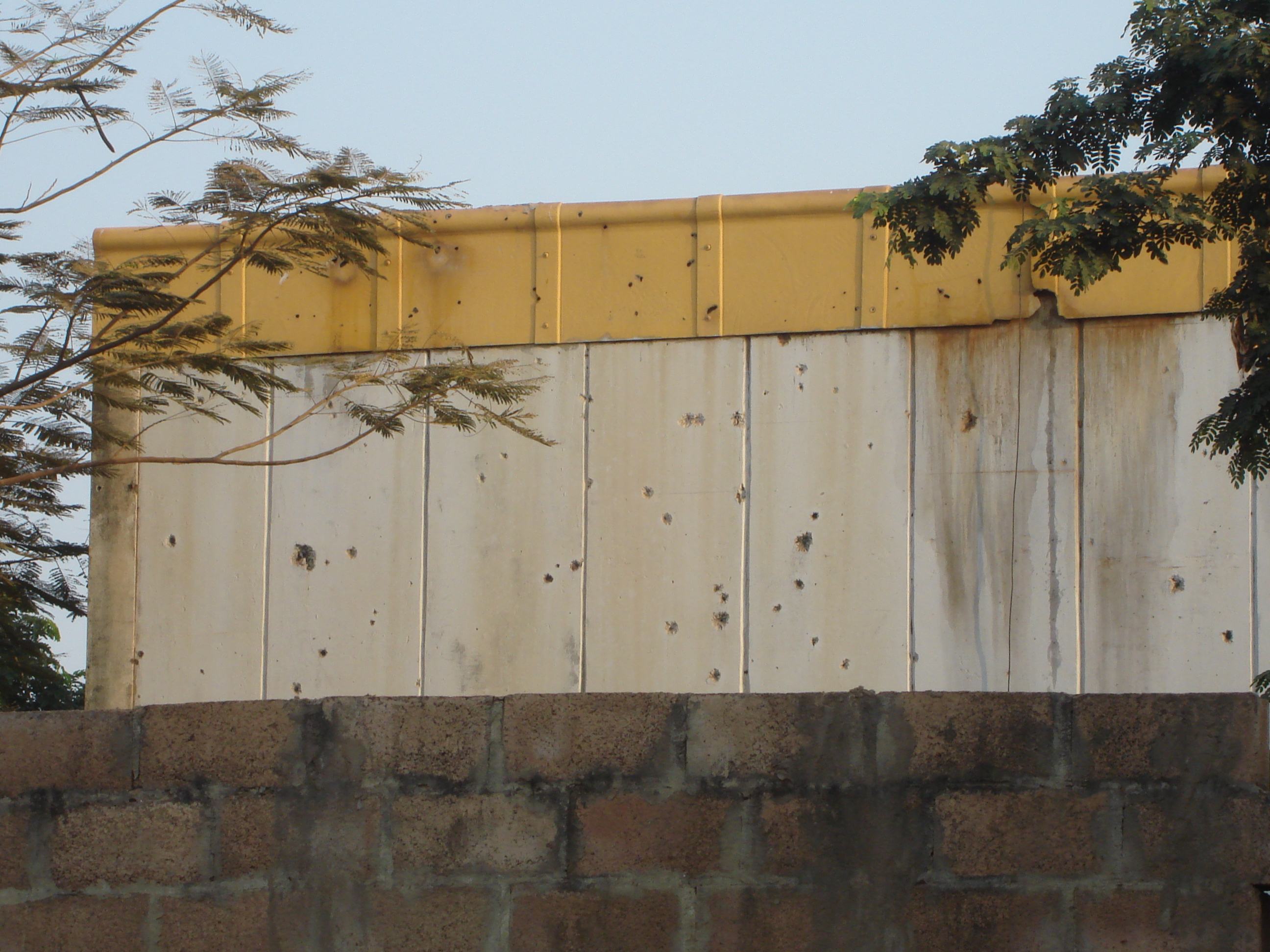
Impacts de balles sur un mur

La guerre civile de Guinée-Bissau fait suite au coup d'État contre le président João Bernardo Vieira dirigé par le général de brigade Ansoumane Mané en juin 1998. La guerre civile est étroitement liée au conflit en Casamance.

## Déroulement
En janvier 1998, une dizaine de séparatistes du Mouvement des forces démocratiques de Casamance (MFDC) sont tués et 43 autres arrêtés près de la frontière sénégalaise. Les forces armées de la Guinée-Bissau sont déployées le long de la frontière afin d'empêcher toute incursion séparatiste dans le pays. À la fin du mois de janvier, après la saisie en Guinée-Bissau d'une cache d'armes, un certain nombre d'officiers des forces armées ont été arrêtés sur des accusations de fournir des armes aux séparatistes casamançais. Au début du mois de février, le ministre de la Défense a annoncé la suspension du chef d'état-major des forces armées, le Brigadier-général Ansumane Mané, sur un motif de « manquement au devoir ».
En mars 1998, après les protestations des partis d'opposition concernant des retards dans l'organisation des élections législatives, une commission nationale indépendante a été établie. Les élections devaient avoir lieu en juillet. Au sixième congrès du Parti africain pour l'indépendance de la Guinée et du Cap-Vert (PAIGC) tenu en mai 1998, le président João Bernardo Vieira est réélu chef de l'État, obtenant ainsi un second mandat.
Ansumane Mané tente un coup d'État contre le président sortant en juin 1998, aboutissant en une guerre civile. Les affrontements entre les forces gouvernementales, soutenues par les États voisins (Sénégal et Guinée, opération Gabou), et les rebelles ont finalement abouti à des accords de paix le 1er novembre 1998 , qui prévoyaient la formation d'un gouvernement d'union nationale et la tenue de nouvelles élections l'année suivante. De brefs combats reprennent en mai 1999 et voient le renversement de João Bernardo Vieira.